# محمد فضل حسين الحبوبي
محمد فضل حسين الحبوبي هو سياسي عراقي ولد في الناصرية سنة 1934.
شغل منصب وكيل وزارة الري سنة 1979، ثم شغل منصب وزير الإسكان والتعمير للفترة من 27 تموز 1982 إلى 31 آذار 1988.